# Éric Caravaca

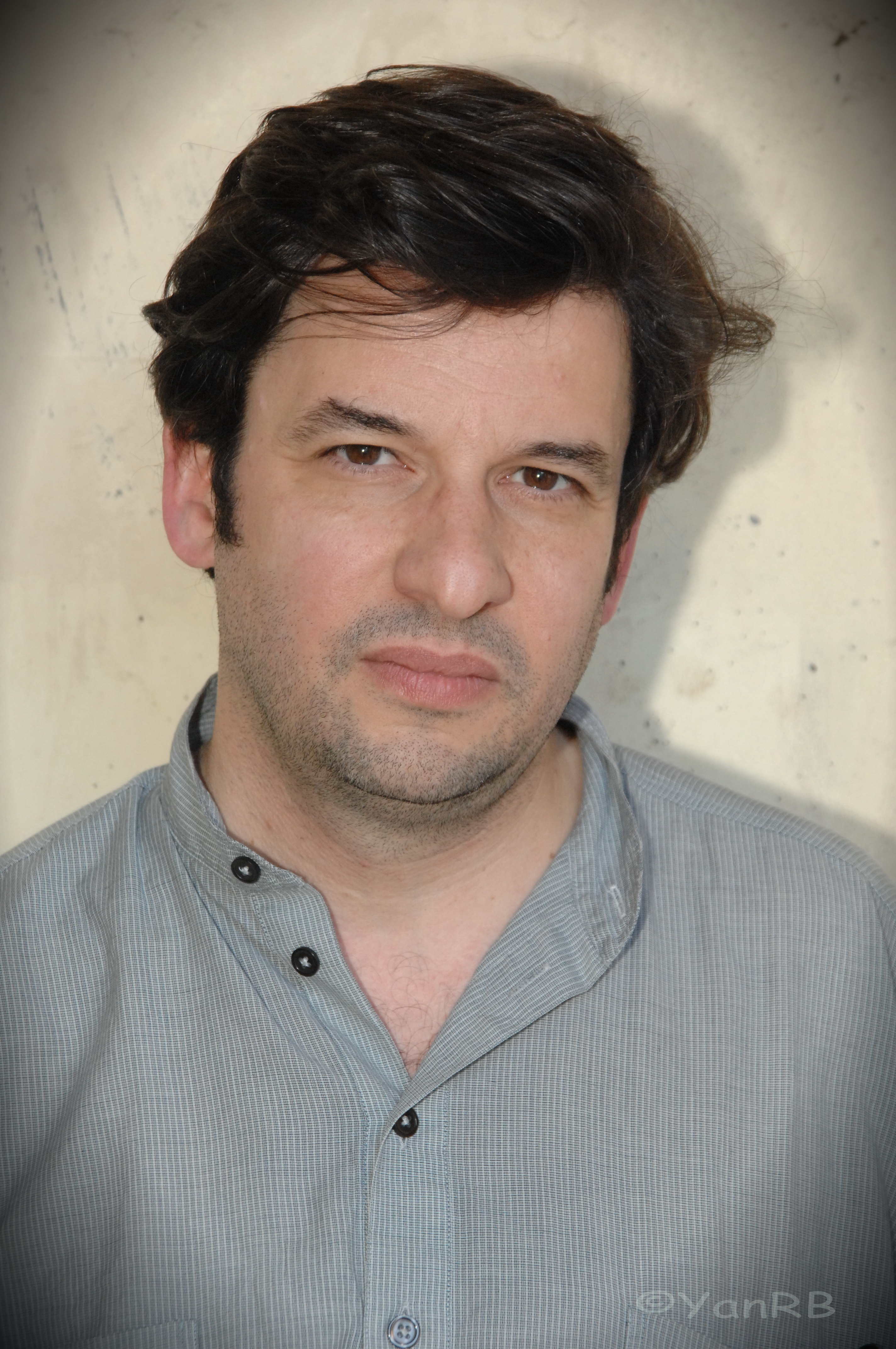
Éric Caravaca, 2013

Éric Caravaca (* 21. November 1966 in Rennes, Frankreich) ist ein französischer Schauspieler und Filmregisseur.

## Leben
Eric Caravaca wurde als Sohn eines spanischen Ingenieurs in Rennes geboren. Caravaca studierte parallel Literatur und Schauspiel in Paris. Anschließend konzentrierte er sich auf die Schauspielerei und begann ein Studium an der l’École nationale supérieure d’arts et techniques du théâtre, welches er am Conservatoire national supérieur d’art dramatique abschloss. Es folgt ein Studium in New York City beim renommierten Actors Studio. Nach seiner Rückkehr spielte er am Theater, bevor er mit Ein Samstag auf Erden sein Schauspieldebüt vor der Kamera gab. Nur drei Jahre später wurde er mit seiner Rolle in C’est quoi la vie? mit einem César als Bester Nachwuchsdarsteller ausgezeichnet.
2005 debütierte er als Regisseur mit dem Filmdrama Hotel Marysol.

## Filmografie (Auswahl)
Darsteller
- 1996: Ein Samstag auf Erden (Un samedi sur la terre)
- 1999: C’est quoi la vie?
- 1999: Liebe in Zeiten der Arbeitslosigkeit (Rien à faire)
- 2000: Die Sache mit dem Sex & der Liebe (La parenthèse enchantée)
- 2001: Die Offizierskammer (La chambre des officiers)
- 2003: Im Schatten der Wälder (Cette femme-là)
- 2003: Monsieur Ibrahim und die Blumen des Koran (Monsieur Ibrahim et les fleurs du Coran)
- 2003: Sein Bruder (Son frère)
- 2004: Inguelezi – Sprachlos nach England (Inguélézi)
- 2005: Der Oberst und ich (Mon Colonel)
- 2005: Hotel Marysol (Le Passager) – auch Regie und Drehbuch
- 2006: Liu San – Wächter des Lebens (Le concile de pierre)
- 2006: Die Verlegerin und der Autor (Les ambitieux)
- 2007: Die Kammer der toten Kinder (La Chambre des morts)
- 2008: Diese Nacht (Nuit de chien)
- 2008: Familienaffaire (Affaire de famille)
- 2009: Eden is West (Eden à l’Ouest)
- 2009: Ein kurzes Abenteuer (La poudre d’escampette)
- 2010: Das kleine Zimmer (La Petite Chambre)
- 2011: Huhn mit Pflaumen (Poulet aux Prunes)
- 2013: Deckname Caracalla (Alias Caracalla, au cœur de la Résistance) – 2-teiliger französischer Fernsehfilm
- 2015: Sanfter Mann sucht Frau (L’Annonce)
- 2015: Paris (6-teiliger Fernseh-Film)
- 2016: Franz von Assisi und seine Brüder (L'ami – François d'Assise et ses frères)
- 2017: Der Wein und der Wind (Ce qui nous lie)
- 2017: Un Village Français – Überleben unter deutscher Besatzung (Un Village Français, Fernsehserie, 5 Folgen)
- 2018: Grâce à Dieu
- 2021: Alles ist gut gegangen (Tout s’est bien passé)
- 2021: Nachsaison (Basse Saison)
- 2022: Annie colère
- 2024: Juliette im Frühling (Juliette au printemps)
- 2024: Trois amies

Drehbuch
- 2015: Neun Tage im Winter (Neuf jours en hiver)
- 2017: Carré 35 – auch Regie

## Auszeichnungen (Auswahl)
- César 2000: eine Auszeichnung als Bester Nachwuchsdarsteller für seine Rolle in „C'est quoi la vie?“
- César 2002: eine Nominierung als Bester Hauptdarsteller für seine Rolle in „Die Offizierskammer“